# Vannia Gava
Pour les articles homonymes, voir Gava.
Vannia Gava, née le 30 juin 1974 à  Sacile, est une femme politique italienne de la Ligue du Nord. 

## Biographie
Vannia Gava est sous-secrétaire au ministère de la Transition écologique dans le gouvernement Draghi.
Après la victoire de la coalition de centre-droit lors des élections parlementaires italiennes de 2022 et la formation du gouvernement Meloni le 31 octobre 2022, elle est nommée vice-ministre de l'Environnement et de la Sécurité énergétique par le Conseil des ministres et prend ses fonctions le 2 novembre 2023,.